# Алампасу, Деле
Деле Сандей Алампасу (англ. Dele Sunday Alampasu; родился 24 декабря 1996 года) — нигерийский футболист, вратарь клуба «Жюра Долуас». Чемпион мира в возрастной категории до 17 лет.

## Клубная карьера
Деле является воспитанником «Футбольной академии Абуджи».

## Карьера в сборной
В 2013 году молодой игрок принял участие на юношеском чемпионате мира по футболу. На турнире он провёл все матчи, а его сборная добилась звания чемпиона мира. На турнире молодой голкипер пропустил пять голов и был признан лучшим вратарём турнира.
В январе 2014 года главный тренер национальной сборной Нигерии Стивен Кеши включил Деле в состав сборной на Чемпионат африканских наций. Он ни разу не вышел на поле, однако стал частью команды, завоевавшей бронзовые медали турнира.

## Достижения

### Командные
- Чемпион мира (до 17): 2013

### Личные
- Лучший вратарь чемпионата мира (до 17): 2013